# 爱情三因论

爱情三因论的示意圖，其三個角分別是親密、激情和義務

爱情三角理论是耶鲁大学心理学系成员羅伯特·史坦伯格所研究的爱理论。在任职教授时，斯滕伯格强调了他在智力、创造力、知识、领导力、思考方式、道德推理、爱和恨方面的研究。在人际关系中，“根据三角理论，爱的三个重要组成部分为亲密元素、激情元素和义务元素。”
斯滕伯格称亲密指“亲密、连通、寄托的感觉”，激情指“造成浪漫、身体吸引、性关系和在爱情中相关现象的驱力”，責任则指短期和长期中的不同物。短期中，其指“使得一个人爱上了他人的决定”；长期中，其指“维系爱的个人承诺”。

## 字典定义
爱的三元素如下所示：
激情 （Passion）： 激情可以与生理唤醒或情绪刺激相关。激情在英文中以以下三种方式定义：
1. 对某事或做某事的强烈的热情或兴奋感。[3]
2. 使人以危险的方式行动的强烈感情（如愤怒）。
3. 对某人强烈的性或浪漫的感觉

亲密 （Intimacy）： 亲密关系被描述为亲密和彼此依恋的感觉。它可以巩固两个个体之间存在的紧密纽带。此外亲密感有助于创造彼此安逸的感觉，因为双方在感情上是相互的。
亲密关系主要定义为个人、私人的事物或亲近。
承諾 （Commitment）： 与其他两个概念不同，承諾涉及有意识地决定彼此坚持。继续承諾决定主要取决于伴侣从关系中获得的满意程度。承諾在英文中以以下三种方式定义：
1. 承诺去做某事或给予某物
2. 承诺忠于某人或某事
3. 非常努力地工作或支持某事的人的态度[3]

"人所经历的爱的数量取决于这三个元素的绝对强度，而个人所体验爱的类型取决于他们相对于彼此的长处。" 爱的不同阶段和类型可以解释为这三个要素的不同组合；例如，随着成人浪漫恋情的发展，每个组成部分的相对重点会随着时间而变化。基于单个元素的关系的延续时间不如基于两个或三个元素的关系的延续时间长。

## 爱的早期理论
早期爱理论之一由西格蒙德·弗洛伊德提出。正如弗洛伊德经常将人性归因于无意识的欲望，他的爱理论围绕着对“自我理想”的需求。他对自我理想的定义是：个人想要成为的人的形象是他/她在被非常尊敬之后形成的。
另外一个理论由马斯洛引出。马斯洛的需求层次将自我实现放在顶端。他认为那些已经达到自我实现的人是有能力去爱的。
而另一个关于恋爱的理论由雷克（Reik）研究得到。对于那些为了爱人而爱的人而言，恋爱是可以实现的，而不仅仅是解决自己的问题。
当关于爱的理论从临床基础转变为社交和人格基础时，它们的重心便转向爱的类型，而不是变得是否能去爱。
在早期和后来的多种爱情理论中，有两种特定的早期理论对斯滕伯格理论有所贡献和影响。
首先是齐克·鲁宾（Zick Rubin）提出的一个理论，名为“喜欢对爱的理论”。在他的理论中，鲁宾推断依附、照顾和亲密是喜欢和爱人之间的三个重要原则。鲁宾称如果一个人只是喜欢别人的存在并花时间与他们在一起，那么这个人只会喜欢上另一个人。然而，如果一个人对亲密和接触有着强烈的渴望，并且平等地关心对方和他们自己的需求，那么这个人就会喜欢对方。
斯腾伯格理论中，他的主要原则之一就是亲密关系。很明显，亲密关系是爱情的重要部分之一，最终可以用它来帮助定义友伴式爱情和激情式爱情之间的差异。
第二个理论是约翰·李（John Lee）提出的爱情色轮模型（The Color Wheel Model of Love）。理论中，约翰·李使用原色类比爱。李定义了爱的三种模式，即情欲之爱（Eros）、游戏之爱（Ludos）和细水长流(Storge)。他理论中的重点是，就像调配三原色产生其他颜色一样，调配这三种爱情也可以产生次级形式的爱。
斯腾伯格理论中，他就像李一样通过三种主要原则的组合来形成不同形式的爱。
斯腾伯格同时也形容了三种爱模型，包Spearmanian模型、Thomsonian模型和Thurstonian模型。Thomsonian模型中，爱是多种感觉的混合而产生感觉。Spearmanian模型的解释与爱情三因论最接近，指示爱是由可以被简单理解的相等部分所构成的复杂整体。在这个模型中，多个与造成情感的因素相等且可以相互断联。

## 详述
斯滕伯格的爱情三因论是在激情型爱情和友伴式爱情得到认同之后发展起来的。激情式爱情与友伴式爱情是不同的爱，但在关系中相互联系。
激情式爱情与对某个人的爱和渴望的强烈感觉相关联。这种爱充满了兴奋和新鲜感。感情的开端在激情式爱情中很重要，通常会持续一年左右。化学成分也会导致激情式爱情。那些正在经历激情式爱情的人也能感受到神经递质的增多，特别是苯乙胺。这些感觉最常见于爱的最初阶段。
友伴式爱情伴随着激情式爱情而来。友伴式爱情也被称为深情式爱情。当一对夫妇达到这种爱的水平时，他们感到相互理解和关心对方。这种爱对于感情关系的延续很重要这种类型的爱在建立感情关系之后出现，并且需要关系中每个人都具有一定的知识水平。
斯滕伯格建立了他的三角形模型。三角形的三个点分别是亲密、激情和责任。
亲密之爱是包含恋爱关系中亲密部分的三角形角。两个人间的亲密之爱意味着他们彼此都感受到高度的尊重。他们希望彼此高兴、彼此分享、彼此沟通，并在有需要时进行帮助。一对有着亲密之爱的夫妇深深地尊重对方。亲密的爱情由于其将两人凑近的特性被称之为温暖的爱情。斯滕伯格对于这种爱的预测是在感情被更少中断时会消失，因此有着更佳的预测性。
激情式爱情基于驱力。热恋中的情侣们感受到彼此的肉体吸引力。性欲通常是激情式爱情的一部分。然而，激情式爱情不仅仅包括性吸引力。这是夫妻表达对培育、支配、顺从、自我实现等方面的抒发感受的一种方式。激情式爱情被认为是爱情中“热”情的组成部分，因为两个人之间存在强烈的兴奋感。斯滕伯格认为，激情式爱情会随着关系的积极力量被对立的力量接管而消失。此想法出于所罗门（Solomon）的拮抗加工理论。
责任，或责任式爱情是对于在一起很长时间的恋人而言的。然而一个人可以在不真心实意爱一个人的情况下对对方投入责任式爱情，而也可以在不投入责任的情况下让对方感受到爱意。由于其不需要亲密或激情，责任被认为是“冷漠”之爱。斯滕伯格相信随着关系的发展责任是爱情也会增加。责任也可以同时为了普通朋友。
斯滕伯格相信爱会以可预见的方式进步和发展；所有恋爱中的恋人都会以相同的模式体验亲密、激情和责任的爱。
虽然这些类型的爱可能存在于非爱恋关系中的品质，但它们是仅仅存在于相爱关系中的。下面列出无爱以及其他爱的类型的描述。这些爱由斯滕伯格恋爱三因论三角的一个或两个组成。

## 爱的类型
| \| \| 亲密 \| 激情 \| 承諾 \| \| 非爱恋关系 \| \| \| \| \| 喜欢式爱情/友情 \| o \| \| \| \| 迷恋式爱情 \| \| o \| \| \| 空洞式爱情 \| \| \| o \| \| 浪漫式爱情 \| o \| o \| \| \| 友伴式爱情 \| o \| \| o \| \| 愚蠢式爱情 \| \| o \| o \| \| 完美式爱情 \| o \| o \| o \| |      |      |      |
| | 亲密 | 激情 | 承諾 |
| 非爱恋关系 |      |      |      |
| 喜欢式爱情/友情 | o    |      |      |
| 迷恋式爱情 |      | o    |      |
| 空洞式爱情 |      |      | o    |
| 浪漫式爱情 | o    | o    |      |
| 友伴式爱情 | o    |      | o    |
| 愚蠢式爱情 |      | o    | o    |
| 完美式爱情 | o    | o    | o    |

在三角形顶点上标记的三个部分相互交互并形成其中不同的爱情体验（没有画出非爱恋关系）。三角形大小来表示爱慕程度——三角形越大，爱慕越多。每个角落有着自己独特的爱慕类型并提供了不同的组合来创建不同类型的爱并给予标记。三角形的形状代表了爱慕风格，在感情过程中可能会发生改变：
- 非爱慕关系（Non love） 缺少任意三种爱的类型。无关联。对感情冷漠。
- 喜欢式爱情（Liking/friendship） 主要是亲密、没有激情和承诺。包括友情和熟人之间的关系。[11]
- 迷恋式爱情（Infatuated love） 主要是激情，没有亲密和承诺，也被认为是初恋、"青春期恋爱"或没有投入真心的感情。[11]浪漫关系通常以迷恋式爱情开始，并随着时间和亲密的发展成为浪漫式爱情。没有亲密和承诺之间的发展，迷恋式爱情可能随时土崩瓦解。
- 空洞式爱情（Empty love） 仅有承诺，没有亲密与激情。更强的爱情可能会恶化为空洞式爱情。在包办婚姻中，配偶的关系可能以空洞式爱情开始并发展成为另外一种形式，指示“空洞式爱情不需要成为长期关系的终点站…但可能是它的开端”。[12]
- 浪漫式爱情（Romantic love） 有激情和亲密，没有承诺。一夜情可以考虑为浪漫式爱情。[11]
- 友伴式爱情（Companionate love） 有亲密和承诺，没有激情。比友情关系强烈，因为拥有可以进行长期发展的责任元素。“这种爱在激情不再的长期婚姻存在”[13]但深度的爱恋和责任仍存在。这种爱理想上作为一种友伴式爱情在家庭成员存在着，就像是有着柏拉图式恋爱强烈友情的死党之间的感情一样。
- 愚蠢式爱情（Fatuous love） 有激情与承诺，没有亲密。如闪恋闪婚、一见钟情等行为。[11]
- 完美式爱情（Consummate love） 完整形式的爱情，代表着人们所向往的理想关系。爱的七种变体之中，完美式爱情是“完美恋人”所拥有的爱情。据斯滕伯格称：这些恋人在陷入爱河的15年或更久之后也会保持着好的关系。他们无法想象与其他人度过如此漫长的时光，他们齐手并肩优雅地解决了一系列困难和享受了在一起的每一分每一秒的开心时光。[14]然而，斯滕伯格告诫道维系一个完美式爱情比做起来还要更难。他强调了将爱的元素转化为实际行动的重要性。他称，“没有感情，任何伟大的爱都将逝去”。[15]若激情随时间流逝，感情将会变成友伴式爱情。完美式爱情是成人交际中最令人开心的一种因为其组合了三角形的每一片成为了这一种爱。这是情感关系的理想体。这种情感关系可以在长期之后或电影中的理想关系呈现。[11]

斯滕伯格的爱情三因论对他之后的爱理论奠定了坚实基础——爱即故事。在这个理论中，他解释道很多独特和不同的爱情故事传达出了理解爱的不同方式。他相信，随着实践的发展，这种暴露将会帮助人判定爱是什么和爱应是什么。这两种理论建立了斯滕伯格双爱情理论。
“有着最好持久性和满意度的人际关系是伴侣常常努力来维持亲密度并增强相互责任而构成的”

## 褒贬不一
米歇尔·阿克（Michele Acker）和马克·戴维斯（Mark Davis）与1992年完成的一项研究显示，斯滕伯格的爱情三因论的可靠性测试完毕。通过研究18到20岁大学生的典型群体，阿克和戴维斯得以研究更多爱的准确阶段。有些爱情三因论的批评是虽然斯滕伯格预测了人爱另外一个人的阶段，他并没有指出感情会进化时间或点。他也没有指出爱的不同部分是否基于感情的持久或感情所达到的特定阶段。阿克和戴维斯指出关系的阶段和持久性对爱的元素并探索潜在重要。.
他们发现由于每对情侣和在感情关系中的每个个体在感受爱中都是用不同方式的，使用并没有准确的答案。爱情三因论有三个直觉，或“多重三角的可能性”。多重三角由于个体可以更强烈地体验多个爱元素（或三角形的点）。根据阿克和戴维斯和其他人言，这些分离的三角形是“真实的”三角形、“理想性”的三角形和“认知的”三角形。
“真实的”三角形是每个个体查看他/她感情进度和深度的指示。“理想型”三角形是每个个体在他/她伴侣或关系中理想品质的指示。若任意这些分离的三角形不像一个人伴侣的三角形，不满程度将会提高。
斯滕伯格的爱情三因论可能不像他当初说的那么简单。斯滕伯格的理论建立在大约相同年龄情侣（平均数为28岁）和感情长度大约相同（4到5年）的基础上。他的样本量限制在特征簇上。阿克和戴维斯宣称这是斯滕伯格理论的三大问题之一。尤其，大学生情侣和非大学生情侣之间的浪漫式爱情通常不同。阿克和戴维斯学习了一个比斯滕伯格大学生样本更老的样本。 Sternberg himself did this in 1997.
斯滕伯格爱情三因论的其他两个最显著的问题是如下所示。第一是爱的等级的隔离天性的问题。第二个问题是先前用于测定三个爱情等级的测量标准。这些斯滕伯格理论的问题仍需要被研究，就像洛马斯（Lomas）(2018) 所做的一样。

## 另请参阅
- Carte de Tendre（英语：Carte de Tendre）
- 爱情风格（英语：Love styles）
- 爱图（英语：Lovemap）
- 亲密关系的神经解剖學觀點（英语：Neuroanatomy of intimacy）
- 爱的心理学理论（英语：Love (scientific views)）